# 硬件在环
硬件在环仿真 (Hardware-in-the-loop simulation, HiL或HIL) ，是一种用于实时嵌入式系统的开发和测试技术。硬件在环仿真提供动态系统模型，可以模拟真实的系统环境，加入相關動態系统的數學表示法，并通过嵌入式系统的输入输出将其与仿真系统平台相连。動態系统的數學表示法稱為「受控設備仿真」，嵌入式系统控制模擬受控設備，以測試系統。

## 硬體在環的原理
硬件在環（HIL）仿真必須包括感測器以及致動器的電子仿真，這些電子仿真是仿真的受控設備以及待測嵌入式系统的介面。電子仿真感測器的數值是由仿真的受控設備所控制，再由待測嵌入式系统讀取。待測嵌入式系统會實現控制演算法，改變讓致動器控制信號。控制信號的變化就會改變模擬受控設備的控制輸入以及內部狀態。
例如，防鎖死煞車系統（ABS）開發的HIL仿真平台可能會有以下子系統的仿真受控設備：
- 车辆动力学，例如懸吊系統、輪子、輪胎、俯仰（pitch）、偏擺（yaw）及翻滾（Roll）
- 剎車系統液壓元件的動態
- 道路特性

## 用途
有些嵌入式系統，最快速測試的方式是將系統連接到真實的受控設備。不過有些情形用HIL仿真會更有效率。開發及測試效率的評定，一般會包括成本、需要時間、安全以及可行性等因素。
某一方案的成本需考慮其設備以及投入心力的總成本。開發以及測試需要的時間會影響產品的上市時間。在費用評估時也會考慮安全因素以及開發時間。以下的一些情形會特別需要使用硬件在环仿真。

### 強化測試品質
導入HIL可以增加測試的範圍，因此可以強化測試的品質。 
理想上，嵌入式系統的測試要配合真實的受控體進行，不過真實的受控體會有一些限制，這些限制也會影響測試的範圍。例如，測試真實的引擎控制器可能會讓測試工程師處在以下的危險情境中：
- 在特定控制器參數（例如引擎參數）的範圍邊界上（或是邊界以外）測試。
- 在失效的條件下測試及確認系統。

在上述的測試情境下，HIL可以有效的控制系統，並且提供安全的測試環境，讓測試工程師及應用工程師可以專注在控制器的性能上。

### 開發時程緊湊
車輛、航太或是國防武器的開發時程緊湊，無法在有原型之後才開始測試。事實上，大部份新的開發時程都會假設在產品開發時，就已經同步進行HIL仿真。例如内燃机完成原型，可以配合控制系統測試時，其中95%的測試可能已經先用HIL仿真測試過。
航太或國防產業常常會規劃相當緊的時程。飛機以及車輛的開發一般會用電腦以及HIL同時進行設計、測試以及整合。

### 高負擔率的受控設備
有些應用的實際受控設備比高保真度的實時仿真器還貴，使用實際受控設備的負擔率較高。因此配合HIL仿真器開發及測試會比用實際受控設備要經濟。例如對於喷气发动机製造商而言，HIL仿真是发动机開發的基礎。像開發飛機喷气发动机的全权数字发动机控制（FADEC）就是高負擔率受控設備的一個例子。喷气发动机造價高達上百萬美元，相反的，進行喷气发动机製造商完整測試所需要的HIL仿真器，價格可能只需要喷气发动机的十分之一。

## 不同領域的應用

### 車輛系統
在汽車應用當中「硬件在環仿真提供了一台供系統確認級驗證用的虛擬車輛。」。由於在針對发动机控制器的性能及診斷機能評估，若都要在汽車內進行測試，會有耗時、昂貴而且無法重現的問題。HIL仿真可以讓開發者評估新的硬體及軟體對策，滿足品質相的要求以及上市時間的限制。在典型的HIL器中，會用特製的實時處理器處理仿真引擎動態的數學模型，而且I/O單元可以連接車輛的传感器及执行器（多半是高度非線性的元件）。最後將待測的电子控制器（ECU）連接到此系統，再用一些仿真器產生的車輛行為來確認系統的行為。
在文獻中有提過幾種專門針對HIL的應用，也用依特殊需求訂製的簡化版HIL仿真器。例如若測試新發行的电子控制器軟體，可能會在開迴路下進行測試，因此不需要太多的引擎動態模型。此時的策略就限制在分析有控制輸入時的电子控制器輸出。此時微HIL系統（MHIL）是較簡單而且較經濟的對策。因為省略了複雜的模型處理，全階的HIL系統可以簡化為包括信號產生器，I/O版，以及包括致動器信號的面板的可攜型HIL系統。